# 일자리 창조 프로젝트, 드림헌터
일자리 창조 프로젝트, 드림헌터는 문화방송의 일자리 창조 전문 텔레비전 프로그램이다.

## 기획 의도
청춘들의 도전을 담은 일자리 소개 텔레비전 프로그램이다

## 방송 시간
※ 본 방송 시간은 일자리 창조 프로젝트, 드림헌터 방송 시간 이후 기준임.
| 방송 채널 | 방송 기간                         | 방송 시간                                |
| --------- | --------------------------------- | ---------------------------------------- |
| MBC       | 2013년 4월 23일 ~ 2013년 8월 13일 | 매주 화요일 오전 11:00 ~ 낮 12:00 (60분) |
| MBC       | 2013년 8월 19일 ~ 2014년 1월 20일 | 매주 월요일 저녁 6:20 ~ 7:15 (55분)      |

## 구성
- K-무브! 세계를 보라
- 잡(JOB)학 사전

## 진행자
- 김나진, 이진, 황제성 : 2013.4.23 ~ 2014.1.20